# Прудинки (Верхнедвинский район)
Прудинки (бел. Прудзі́нкі) — деревня в Верхнедвинском районе Витебской области Республики Беларусь. В составе Волынецкого сельсовета.

## География
Расположена в 18 км в направлении на юго-восток от Верхнедвинска, 157 км от Витебска, 5 км от железнодорожного остановочного пункта Бениславского, на автомобильной дороге Р20 Верхнедвинск — Полоцк.
Пролегает автомобильная дорога Н-2202.

## История
В 1905 году в Филипповской волости Дриссенского уезда Витебской губернии.
В 1924—1975 годах центр Прудинского сельсовета.
До 2004 года деревня входила в состав Шайтеровского сельсовета.

## Население

### Численность
- 2009 год — 321 жителей

### Динамика
- 1999 год — 331 жителей (перепись населения)
- 2000 год — 340 жителей, 75 дворов
- 2009 год — 321 жителей (перепись населения)[3]

## Культура
- Клуб-библиотека

## Достопримечательность
- Братская могила советских воинов и партизан —  Историко-культурная ценность Республики Беларусь, шифр 213Д000249.
- Водонапорная башня.